# Ignacio Cabrera
General José Ignacio Cabrera Fernández un militar mexicano que participó en la Revolución mexicana.

## Inicios
Nació en Coyuca, Puebla, el 20 de enero de 1879, siendo hijo de Rafael Cabrera y de María Josefa Fernández. Al estallar la Revolución se incorporó como soldado raso a las fuerzas maderistas del General Jesús Morales. En mayo de 1911 participó en el ataque y sitio de Cuautla. Al proclamar Emiliano Zapata el Plan de Ayala, en noviembre de 1911, se reincorporó a las filas del Ejército Libertador del Sur.

## Zapatismo
Perteneció fiel al movimiento zapatista durante los 9 años de lucha, operando en Morelos, Distrito Federal, Guerrero y Puebla, hasta la muerte de Emiliano Zapata. En 1920 se le reconoció el grado de General en el Ejército Mexicano, pero pronto dio su baja del Ejército para retirarse a vivir en Cuautla la vida privada.